# سارسيكلين
السارسيكلين (Sarecycline) هو مضاد حيوي لعلاج حب الشباب.  يتم استخدامه على وجه التحديد لعلاج حب الشباب المتوسط إلى الشديد من النوع غير العقدي.  و يؤخذ عن طريق الفم. 
تشمل الآثار الجانبية الشائعة لهذا المضاد على: الغثيان.  إضافة إلى ذلك، فقد تشمل الآثار الجانبية الأخرى حروق الشمس، و الدوخة، و دوى ببكتيريا كلوستريديوم ديفيسيل.  أما تناوله أثناء الحمل فقد يؤدي إلى الإضرار بالجنين.  إنه من فئة التتراسيكلين. 
تمت الموافقة على السارسيكلين للاستخدام الطبي في الولايات المتحدة في عام 2018.  و فيها تبلغ التكلفة حوالي 750 دولارًا أمريكيًا شهريًا اعتبارًا من عام 2021.  و لم يعد متاحًا في أوروبا أو المملكة المتحدة اعتبارًا من عام 2021. 